# Crinia
A Crinia a kétéltűek osztályának békák (Anura) rendjébe és a Myobatrachidae családba tartozó nem.

## Elterjedése
A nembe tartozó fajok Ausztráliában és Új-Guineában honosak.

## Taxonómiai helyzete
A nem fajain az 1950-es évektől egészen az 1970-es évekig számos taxonómiai vizsgálatot végeztek. Egyes békafajokat, melyeket eredetileg Crinia signifera fajnak véltek, hangjuk és hibridizációs kísérletek alapján később más Crinia fajként írtak le. Két, korábban a Crinia nembe sorolt fajt az Assa illetve a Paracrinia nembe helyeztek át. A Geocrinia és a Taudactylus nem egy-egy faját leválasztották a Crinia nemről, továbbá a Bryobatrachus nemet visszahelyezték a Crinia nembe. A Crinia nimbus faj mind megjelenésében, mind fejlődési folyamatában jelentősen különbözik a nem többi fajától. A nyilvánvaló különbségek miatt ez a faj valószínűleg más, önálló nembe kerülhet át.

## Rendszerezés
A nembe az alábbi fajok tartoznak:
- Crinia bilingua (Martin, Tyler, & Davies, 1980)
- Crinia deserticola (Liem & Ingram, 1977)
- Crinia fimbriata Doughty, Anstis, & Price, 2009
- Crinia flindersensis Donnellan, Anstis, Price, & Wheaton, 2012
- Crinia georgiana Tschudi, 1838
- Crinia glauerti Loveridge, 1933
- Crinia insignifera Moore, 1954
- Crinia nimbus (Rounsevell, Ziegeler, Brown, Davies, & Littlejohn, 1994)
- Crinia parinsignifera Main, 1957
- Crinia pseudinsignifera Main, 1957
- Crinia remota (Tyler & Parker, 1974)
- Crinia riparia Littlejohn & Martin, 1965
- Crinia signifera Girard, 1853
- Crinia sloanei Littlejohn, 1958
- Crinia subinsignifera Littlejohn, 1957
- Crinia tasmaniensis (Günther, 1864)
- Crinia tinnula Straughan & Main, 1966